# Cascades Pu'uka'oku
Les cascades Pu'uka'oku són unes cascades situades a Hawaii, a la costa nord-est de l'illa de Molokai.
Estan formades per diversos salts d'aigua. Amb un total de 840 metres d'altura, són les segones més altes dels Estats Units d'Amèrica després de les cascades Olo'upena i la vuitena del món.